# ماينورتي ريبورت
ماينورِتي ريبورت (بالإنجليزية: Minority Report)‏؛ بالعربية: «تقرير الأقلية»، هو فيلم أكشن خيال علمي إنتاج عام 2002، مقتبس عن قصة قصيرة بنفس الاسم للكاتب فيليب ك. ديك. الفيلم من إخراج ستيفن سبيلبرغ، ومن بطولة توم كروز وكولين فاريل وسامانثا مورتن. تتم أحداث القصة بشكل أساسي في واشنطن وشمال فرجينيا في عام 2054، حيث تقوم وحدة ما قبل الجريمة، وهي قسم شرطة متخصص، بإلقاء القبض على المجرمين على أساس المعرفة المسبقة التي توفرها ثلاثة علماء نفس يطلق عليهم اسم "precogs". يقوم توم كروز بدور جون أندرتون، وهو رئيس لوحدة الجرائم ما قبل الجريمة.
يجمع الفيلم بين عناصر من تقنيات أفلام الجريمة، ومجهولة الجاني، والإثارة، والخيال العلمي، بالإضافة إلى العناصر التقليدية لأفلام المطاردة، حيث يتهم بطل الرواية الرئيسي بارتكاب جريمة لم يرتكبها ويصبح هارباً. وصف سبيلبرغ القصة بأنها «خمسون في المئة بالشخصية وخمسون في المئة برواية معقدة للغاية مع طبقات من لغز المؤامرة والقتل». الموضوع الرئيسي للفيلم هو مسألة حرية الإرادة مقابل الحتمية. إنه يبحث فيما إذا كانت الإرادة الحرة يمكن أن توجد إذا تم تعيين المستقبل وعُرِف مسبقاً. تشمل الموضوعات الأخرى دور الحكومة الوقائية في حماية مواطنيها، ودور وسائل الإعلام في دولة مستقبلية حيث تجعل التطورات التكنولوجية وجودها بلا حدود تقريباً، والشرعية المحتملة لمدعي معصوم، وموضوع سبيلبيرغ المتكرر للعائلات المحطمة. قد يعتبر البعض أنه فيلم ديستوبيا بدلاً من فيلم جريمة.
تم اختيار الفيلم لأول مرة في عام 1992، باعتباره تكملة لفيلم توتال ريكول، وبدأ تطويره في عام 1997، بعد سيناريو جون كوهين وصل إلى سبيلبرغ وكروز. عانى الإنتاج من العديد من التأخير بسبب فيلم كروز مهمة مستحيلة 2 وفيلم سبيلبيرغ إي آي: الذكاء الاصطناعي. بدأ الإنتاج في نهاية الأمر في مارس 2001. خلال مرحلة ما قبل الإنتاج، استشار سبيلبرغ العديد من العلماء في محاولة لتقديم عالم مستقبلي أكثر قبولاً من ذلك الذي شوهد في أفلام الخيال العلمي الأخرى، وقد أثبتت بعض تصاميم التكنولوجيا في الفيلم أنها قديمة. تقرير الأقلية له أسلوب مرئي فريد. يستخدم التباين العالي لإنشاء ألوان وظلال داكنة. تتميز لقطات الفيلم المضاءة بألوان غير مشبعة، والتي تم تحقيقها من خلال تجاوز التبييض السلبي للفيلم في مرحلة ما بعد الإنتاج.
كان تقرير الأقلية أحد أفضل أفلام عام 2002 وتم ترشيحه لعدة جوائز. حصل الفيلم على ترشيح لجائزة الأوسكار لأفضل مونتاج صوتي، وأحد عشر جائزة لجائزة زحل، بما في ذلك أفضل ممثل، وأفضل ممثل مساعد، وجائزة زحل لأفضل موسيقى، وفاز بجائزة أفضل فيلم خيال علمي، وأفضل إخراج، وأفضل كتابة، وأفضل ممثلة مساعدة. حقق الفيلم أكثر من 358 مليون دولار في جميع أنحاء العالم مقابل ميزانية إجمالية قدرها 142 مليون دولار (بما في ذلك الإعلان). تم بيع أكثر من أربعة ملايين قرص فيديو رقمي في الأشهر القليلة الأولى من الإصدار المنزلي.

## القصة
في أبريل من عام 2054، توقف قسم شرطة وحدة ما قبل الجريمة (بالإنجليزية: PreCrime)‏ في واشنطن العاصمة القتلة قبل أن تتم عملية القتل، مما خفض معدل القتل حينها إلى الصفر. يتم التنبؤ بجرائم القتل باستخدام ثلاثة من البشر المتحورين، يطلق عليهم "Precogs"، والذين «يتصورون» الجرائم عن طريق تلقي رؤى المستقبل. يتم سجن القتلة المحتملين في واقع افتراضي خيري. تكون الحكومة الفيدرالية على وشك تبني البرنامج المثير للجدل على مستوى البلاد.

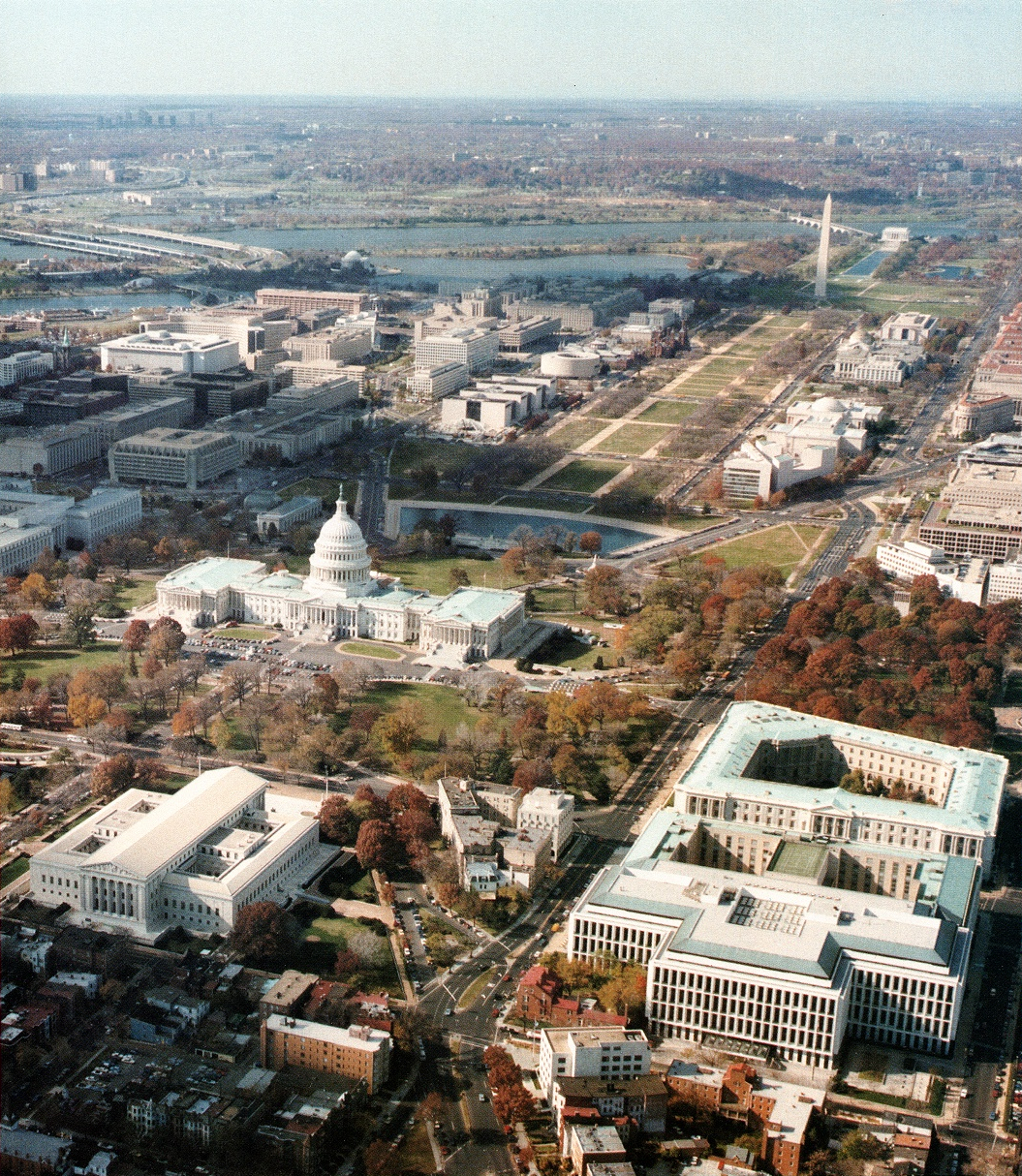
واشنطن، حيث معظم أحداث الفيلم تجري فيها.

منذ اختفاء ابنه شون، انفصل كابتن وحدة ما قبل الجريمة جون آندرتون (توم كروز) عن زوجته لارا وأصبح مدمناً للمخدرات. بينما يقوم داني ويتوير (كولين فاريل) وكيل وزارة العدل الأمريكية بمراجعة البرنامج، يولد المتصورون "Precogs" تنبؤاً جديداً، قائلين أن آندرتون سوف يقتل رجلاً لا يعرفه واسمه ليو كرو (مايك بيندر) خلال 36 ساعة. يهرب آندرتون من المنطقة بينما يبدأ ويتوير في البحث. يسعى آندرتون للحصول على مشورة الدكتورة إيريس هينيمان (لويس سميث)، مبتكرة تقنية وحدة ما قبل الجريمة. لقد كشفت أنه في بعض الأحيان، لدى أحد المتصورون، عادة أغاثا، رؤية مختلفة عن المتصورين الآخرين، «تقرير الأقلية» عن مستقبل بديل محتمل؛ تم الاحتفاظ به بسرية لأنه سيضر بمصداقية النظام. يقرر آندرتون استعادة تقرير الأقلية الخاص به لإثبات براءته.
يذهب آندرتون إلى طبيب في السوق السوداء لإجراء عملية محفوفة بالمخاطر لزراعة عيون له لتجنب تعرف النظام البصري عليه على مستوى المدينة. يعود إلى وحدة ما قبل الجريمة ويختطف أغاثا، ويغلق النظام، حيث يعمل المتصورون كعقل جماعي. يأخذ أندرتون أغاثا إلى أحد المتطفلين لاستخراج تقرير الأقلية من ليو كرو، لكن لا يوجد أي منها؛ بدلاً من ذلك، يظهر له أغاثا صورة لمقتل آن لايفلي (جيسيكا هاربر)، وهي امرأة غرقت من قبل شخص مقنع قبل خمس سنوات.
ينتقل آندرتون وأغاثا إلى غرفة في فندق لـ ليو كرو، ومع اقتراب انتهاء الوقت الذي استغرق 36 ساعة، يجد آندرتون في غرفة الفندق العديد من الصور للأطفال، بما في ذلك ابنه شون (تايلر باتريك جونز). يصل كرو ويستعد آندرتون لقتله، متهماً إياه بأنه قاتل أطفال وبأنه قتل ابنه. تقول أغاثا لآنديرتون قبل إطلاق النار على كرو بأنه لديه القدرة على اختيار مستقبله الآن وهو على علم به. لكن كرو يتوسله لقتله، بعد أن استأجره شخص مجهول لتزييف الصور والتظاهر بقتل ابنه وذلك بمقابل رفاهية أسرته. كرو يمسك بسلاح آندرتون ويسحب الزناد ويقتل نفسه. آندرتون وأغاثا يهربان إلى منزل لارا خارج المدينة. هناك يعلمون بشخصية ليفلي، وهي كانت والدة أغاثا المدمنة على المخدرات والتي باعتها إلى وحدة ما قبل الجريمة. كانت حية متيقظة وحاولت استعادة أغاثا، لكنها قُتِلَت. يدرك أندرتون حينها أنه مستهدف لمعرفته بوجود ليفلي وعلاقتها بأغاثا.
ويتوير، الذي يدرس موت كرو، يشك أن آندرتون مُحاط. قام بفحص لقطات مقتل ليفلي ووجد أن هناك محاولتين على حياتها، الأولى تم إيقافها بواسطة وحدة ما قبل الجريمة لكن الثانية، التي حدثت بعد ثوان، نجحت. يقدم ويتوير هذا الأمر إلى مدير ومؤسس وحدة ما قبل الجريمة لامار بورغيس (ماكس فون سيدو)، ولكن يرد بورغيس بقتل ويتوير باستخدام بندقية آندرتون. وبما أن المتصورين غير مفعلون، لم يتم الكشف عن القتل.
تتصل لارا ببورغيس للكشف عن وجود أندرتون معها، ويتم القبض عليه، متهم بارتكاب جرائم القتل، ومجهز بجهاز الدماغ الذي يضعه بشكل دائم في نوم يشبه الحلم. عند إيداع جسده في السجن، يخبره السجان «أن كل أحلامك تتحقق».
يتم إعادة ربط أغاثا بنظام وحدة ما قبل الجريمة. أثناء محاولة تهدئة لارا، يكشف بورغيس عن طريق الخطأ عن قاتل ليفلي. لارا تطلق سراح آندرتون، وتفضح آندرتون بكشفها عن بورغس من خلال احتفالية لوحدة ما قبل الجريمة من خلال تشغيل الفيديو الكامل لرؤية أغاثا عن مقتل بورغيس لها وهي حية. يتم إنشاء تقرير جديد في وحدة ما قبل الجريمة: بأن بورغيس سوف يقتل آندرتون. بورغيس يضع آندرتون في زاوية، ويوضح أنه لم يستطع السماح لـ ليفلي باستعادة أغاثا دون التأثير على وحدة ما قبل الجريمة، فقد رتب لقتل ليفلي بعد محاولة فعلية لحياتها، بحيث يظهر القتل كصدى داخل وحدة ما قبل الجريمة ويتم تجاهله. يشير آندرتون إلى معضلة بورغيس: إذا قتل بورغيس أندرتون، فسوف يختفي مدى الحياة، لكن وحدة ما قبل الجريمة سيستمر؛ إذا إجتنب آندرتون، فستنتهي مصداقية وحدة ما قبل الجريمة وسيتم إغلاقه. يكشف آندرتون عن العيب النهائي للنظام: بمجرد أن يدرك الناس مستقبلهم، يصبحون قادرين على تغييره. بورغيس يطلق النار على نفسه.
بعد ذلك، يتم إيقاف تشغيل نظام وحدة ما قبل الجريمة، ويتم العفو عن جميع السجناء وإطلاق سراحهم، رغم أنهم يحتجزون في ظروف تشبه المراقبة. قريباً، سوف تولد ولارا طفلاً جديداً من آندرتون، وسيتم إرسال المتصورين إلى مكان لم يكشف عنه ليعيشوا في سلام.

## التمثيل
- توم كروز بدور القائد جون آندرتون.

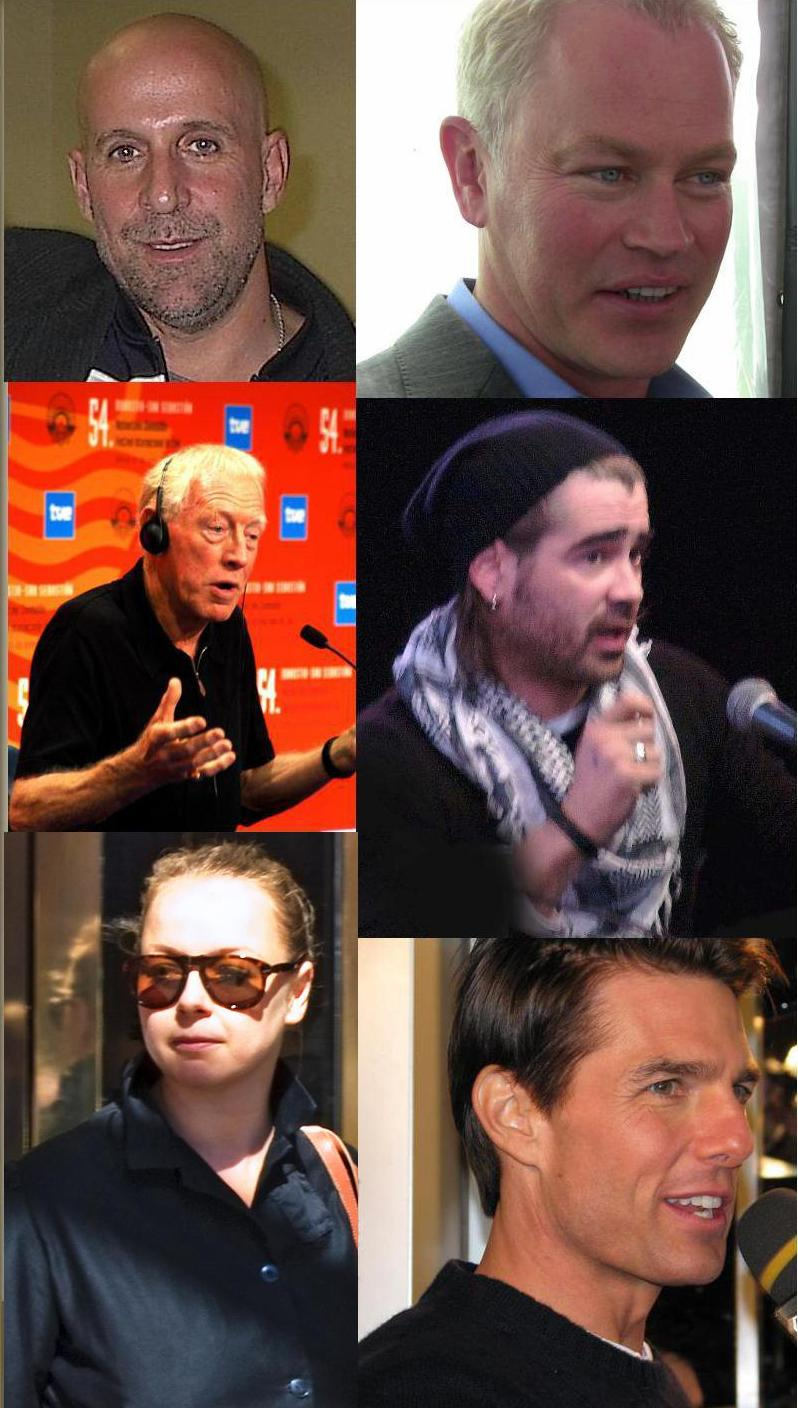
طاقم تمثيل الفيلم. من يسار الأعلى بإتجاه عقارب الساعة؛ بيتر ستورمار، نيل ماكدونو، كولين فاريل، توم مروز، سامانثا مورتون، وماكس فون سيدو.

- ماكس فون سيدو بدور المدير لامار بورجيس.
- كولين فاريل بدور داني ويتور.
- سامانثا مورتون بدور أغاثا ليفلي.
- نيل ماكدونو بدور جوردون «فليتش» فليتشر.
- ستيف هاريس بدور جاد واتسون.
- باتريك كيلباتريك بدور جيفري نوت.
- جيسيكا كابشو بدور إيفانا.
- ميخائيل وماثيو ديكمان بدور آرثر وداشيل «داش» أركادين، وهما توأمان.
- لويس سميث بدور الدكتورة ايريس هينيمان.
- كاثرين موريس بدور لارا آندرتون.
- بيتر ستورمار بدور الدكتور سولومان إدي.
- جيسون أنتون بدور روفوس رايلي.
- مايك بيندر بدور ليو كرو.
- جيسيكا هاربر بدور آن ليفلي.
- تيم بليك نيلسون بدور جديون.
- دانييل لندن بدور نوربرت «والي» والاس.
- آنا ماريا هورسفورد بدور كيسي.
- نانسي لينهان تشارلز بدور سيليست بورغيس.
- جويل غريتش بدور دونالد دوبين.
- توم تشوي بدور نيك بايمن.
- تايلر باتريك جونز بدور الطفل شون أندرتون.
- فيكتور رايدر ويكسلر بدور المحامي العام آرثر ناش.
- كارولين لاجيرفيلت بدور غريتا فان إيك.
- أرييه جروس بدور هوارد ماركس.
- اشلي كرو بدور سارة ماركس.
- ديفيد ستيفيل بدور لاكون.
- وليام مابوثر بدور رئيس وشم.

ظهر كل من كاميرون دياز وكاميرون كرو وبول توماس أندرسون بدور سريع كركاب حافلة.

## الإنتاج

### تطوير الفيلم
تم اختيار قصة ديك لأول مرة من قبل المنتج والكاتب غاري غولدمان في عام 1992. ابتكر السيناريو الأولي للفيلم مع رون شوسيت وروبرت جوتهالز (غير معتمد). كان من المفترض أن يكون تكملة لقصة ديك عام 1990 مع توتال ريكال، الذي قام ببطولته أرنولد شوارزنيجر. تم تعيين الروائي جون كوهين في عام 1997 لتكملة القصة لإصدار فيلم من إخراج المخرج الهولندي جان دي بونت. في هذه الأثناء، كروز وسبيلبرج، اللذان التقيا وأصبحا أصدقاء في فيلم كروز «ريسكي بيزنس» في عام 1983، كانا يبحثان عن التعاون لمدة عشر سنوات. تم تعيين سبيلبرج لتوجيه كروز في رجل المطر، لكنه غادر لفيلم إنديانا جونز والحملة الأخيرة. قرأ كروز نص كوهين، ومرره على سبيلبرغ، الذي شعر أنه يحتاج إلى بعض العمل. لم يشارك سبيلبرغ مباشرة في كتابة السيناريو؛ ومع ذلك، سُمح له بتحديد ما إذا كان سيناريو الصورة جاهزاً للتصوير. عندما قدم كوهين مراجعة مقبولة، اتصل بكروز وقال: «نعم، سأفعل على إصدار هذا البرنامج النصي.» في هذا الإصدار، ينشئ ويتوير قرصاً مزيفاً يظهر آندرتون يقتله. عندما يرى آندرتون مقطع الفيديو، فإن إيمانه بعصمة رؤى المتصورين يقنعه أنه حقيقي، وبالتالي فإن المتصورين لديهم رؤية وهو يقتل ويتوير. في النهاية، يقوم آندرتون بإطلاق النار على ويتوير، ويقوم أحد أخوه المتصورين بإنهائه، لأن ويتوير قتل توأمه. انجذب سبيلبرغ إلى القصة نظراً لأن اللغز والفيلم كانا يحددان 50 عاماً في المستقبل، فقد سمح له بعمل «مزيج من الأساليب» التي أثارت اهتمامه.
في عام 1998، انضمت شركة ذا بير إلى تقرير الأقلية وأعلن عن الإنتاج كمشروع مشترك بين دريم ووركس، وأمبلين إنترتاينمنت، وتونتيث سينتشوري فوكس، وشركة كروز كروز/واغنر للإنتاج، وشركة دي بونت، بلو تيوليب. ومع ذلك صرح سبيلبرج أنه على الرغم من الفضل في ذلك، لم يشارك دي بونت أبداً في الفيلم. وافق كروز وسبيلبرج، بناءً على إصرار الأخير، على أن يأخذ كل منهما 15% من الإجمالي بدلاً من أي أموال في المقدمة لمحاولة الحفاظ على ميزانية الفيلم ألا وهي أقل من 100 مليون دولار. قال سبيلبرغ إنه فعل الشيء نفسه مع الجهات الفاعلة في الماضي لتحقيق نجاح كبير:«توم هانكس لم يأخذ أي أموال لـ إنقاذ الجندي رايان لكنه حقق الكثير من المال على مشاركته في الربح.» «لقد جعل هذا الاتفاق شرطاً أساسياً:»
تأخر الإنتاج لعدة سنوات. كانت الخطة الأصلية هي البدء في التصوير بعد انتهاء فيلم كروز مهمة مستحيلة 2. ومع ذلك، فقد تخطى هذا الفيلم الجدول الزمني، والذي سمح لسبيلبرغ أيضًا بإحضار كاتب السيناريو سكوت فرانك لإعادة صياغة سيناريو كوهين. قام جون أوغوست بعمل مسودة غير معتمدة لصقل السيناريو، ودُعي فرانك دارابونت أيضًا إلى إعادة كتابته، ولكنه كان حينها مشغولًا بـ الملكي. يتبع الفيلم عن كثب النص النهائي لفرانك (كُتِب في 16 مايو 2001)، ويحتوي على الكثير من المسودة الثالثة لكوهين (24 مايو 1997). أزال فرانك شخصية السيناتور مالكولم من سيناريو كوهين، وأدرج بورغيس، الذي أصبح "الرجل السيئ". كما أعاد كتابة ويتوير من الشرير إلى "الرجل الطيب"، كما كان في القصة القصيرة. على عكس الصورة الخيالية العلمية القادمة لسبيلبرغ، "حرب العوالم"، والتي أطلق عليها "مئة في المئة شخصية"، قال سبيلبرغ إن قصة تقرير الأقلية أصبحت "خمسون في المئة شخصية وخمسون في المئة رواية معقدة مع طبقات ومراحل من ألغاز القتل والمؤامرة ". وفقًا لما ذكره عالم السينما وورن باكلاند، "يظهر أن ... كوهين و... فرانك لم يروا" سيناريو جولدمان وشوسيت؛ بدلاً من ذلك؛ لقد عملوا على كتابهم الخاص بهم." زعم جولدمان وشوسيت أن ذا بير استخدموا العديد من العناصر من نصهم، لذا فإن القضية مرت بعملية التحكيم في نقابة الكتاب. لقد فازوا بنصر جزئي؛ لم يتم منحهم ائتمانات كتابة، لكن تم إدراجهم كمنتجين تنفيذيين. تم تأجيل الفيلم مرة أخرى حتى يتمكن سبيلبرغ من إنهاء إي آي بعد وفاة صديقه ستانلي كوبريك. عندما وقع سبيلبيرغ بشكل رسمي لتوجيه الأدوار، خطط للحصول على طاقم تمثيل مساعد مختلف تماماً. عرض دور ويتوير لمات دامون، ودور الدكتورة إيريس هينمان إلى ميريل ستريب، ودور بورغيس لإيان ماكيلين، ودور أغاثا لكيت بلانشيت، ودور لارا إلى جينا إلفمان. ومع ذلك، رفض ستريب الدور، انسحب ديمون، والأدوار الأخرى كانت إعادة صياغة بسبب التأخير. كما عرض سبيلبرغ دور ويتوير إلى خافيير بارديم، لكنه رفضه.

### تقنية الفيلم
بعد إي تي، بدأ سبيلبرغ استشارة الخبراء، ووضع المزيد من البحث العلمي في أفلام الخيال العلمي. في عام 1999، قام بدعوة خمسة عشر خبيراً بدعوة من بيتر شوارتز وستيوارت براند إلى فندق في سانتا مونيكا من أجل «مركز أبحاث» مدته ثلاثة أيام. أراد التشاور مع المجموعة لإنشاء «حقيقة مستقبلية» معقولة لعام 2054 بدلاً من إعداد «الخيال العلمي» التقليدي. شمل الخبراء «قمة مركز الأبحاث»،  ومنهم المهندس بيتر كالثورب، والمؤلف دوجلاس كوبلاند، والمدني والصحافي جويل غاريو، وعالم الكمبيوتر نيل جيرشنفيلد، والباحث الطبي الحيوي شون جونز، وعالم الكمبيوتر جارون لانير، ووليام جيه ميتشل مدير معهد ماساتشوستس للتكنولوجيا السابق (MIT). أبقى مصمم الإنتاج أليكس ماكدويل ما أطلق عليه اسم «2054 الكتاب المقدس»، وهو عبارة عن دليل من 80 صفحة تم إنشاؤه في مرحلة ما قبل الإنتاج والذي سرد جميع جوانب العالم في المستقبل: المعمارية والاجتماعية والاقتصادية والسياسية والتكنولوجية. على الرغم من أن المناقشات لم تغير العناصر الرئيسية في الفيلم، إلا أنها كانت مؤثرة في إنشاء بعض الجوانب الأكثر طوباوية، على الرغم من أن جون أندركوفلر، مستشار العلوم والتكنولوجيا للفيلم، وصفه بأنه «أكثر جرأة وأكثر غموضاً» من ما كان مصوراً في عام 1999. قال أندركوفلر، الذي صمم معظم واجهة أندرتون بعد أن أخبره سبيلبرغ أن يجعلها «مثل إجراء أوركسترا»، «سيكون من الصعب تحديد أي شيء [في الفيلم] ليس له أساس في الواقع.»  تعاون ماكدويل مع المهندس المعماري جريج لين للعمل على بعض الجوانب الفنية لتصميم الإنتاج. امتدح لين عمله، قائلاً «الكثير من تلك الأشياء التي طورها أليكس لتقرير الأقلية أصبحت حقيقية، مثل الشاشات ثلاثية الأبعاد.»
وصف سبيلبرغ أفكاره لتكنولوجيا الفيلم لروجر إيبرت قبل إصدار الفيلم:

### التصوير السينمائي

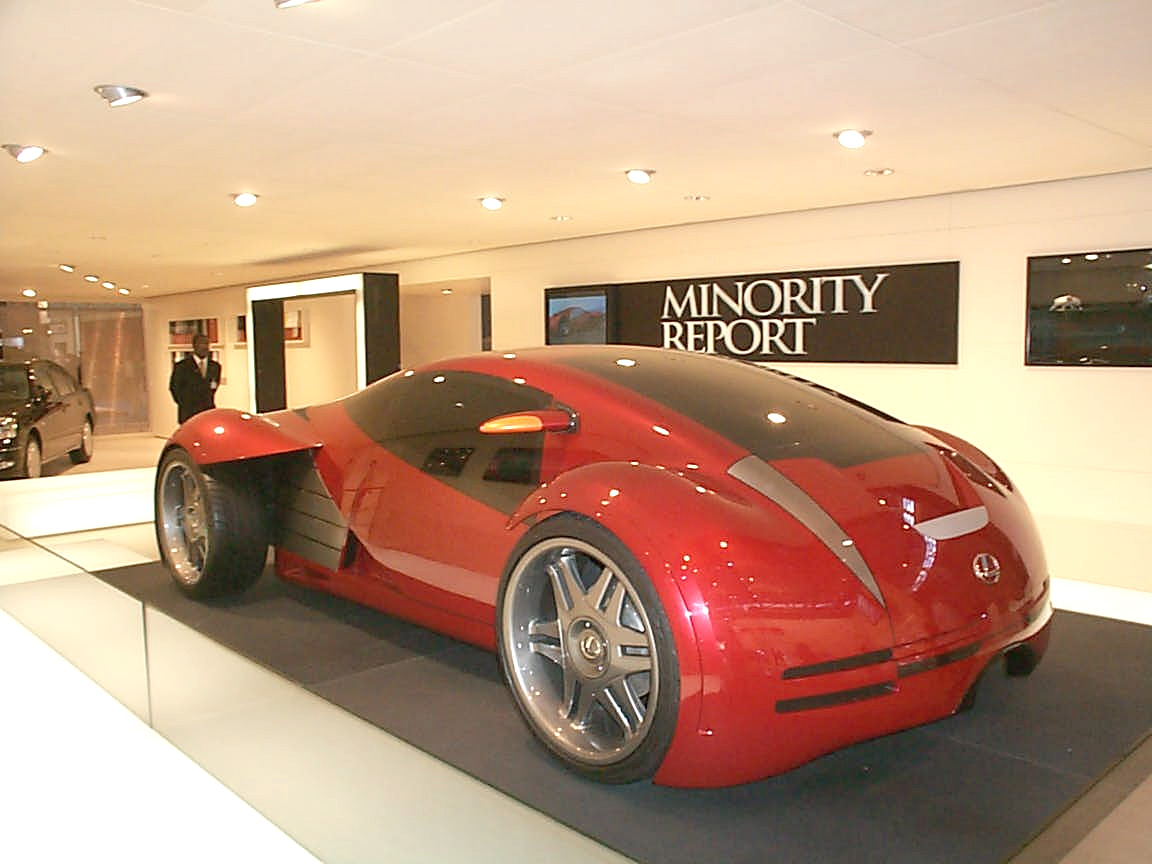
سيارة مبتكرة من نوع لكزس صنعت للفيلم.

كان تقرير الأقلية أول فيلم يحصل على تصميم رقمي تماماً للإنتاج. وقال مصمم الإنتاج، أليكس ماكدويل، المصطلح "previz"، كاختصار للإدماج (مصطلح مستعار من قصة الفيلم)، إن النظام سمح لهم باستخدام فوتوشوب بدلاً من الرسامين، واستخدام برامج رسوم متحركة ثلاثية الأبعاد (مايا وXSI) لإنشاء مجموعة محاكاة، والتي يمكن شغلها مع الجهات الفاعلة الرقمية ثم استخدامها لمنع الطلقات مقدماً. سمحت التكنولوجيا أيضًا لألعاب الفيديو وشركات المؤثرات الخاصة بجمع البيانات من نظام previs قبل الانتهاء من الفيلم، والتي استخدموها لوضع معايير لصورهم. عندما أصبح سبيلببرغ من المعجبين بسرعة، قال ماكدويل «أصبح واضحاً تماماً أنه لن يقرأ رسماً توضيحياً كقطعة منتهية، ولكن إذا قمت بذلك في برنامج فوتوشوب وأنشأت بيئة واقعية، فقد ركز عليها بشكل مختلف.» تم التصوير في الفترة من 22 مارس إلى 18 يوليو 2001، في واشنطن العاصمة وفرجينيا ولوس أنجلوس. شملت مواقع الأفلام مبنى رونالد ريغان (كمقر وحدة ما قبل الجريمة) وجورجتاون. يمكن رؤية أفق روسلين، فرجينيا عندما يطير أندرتون عبر نهر بوتوماك. لقطة سريعة لجامعة كوليدج كريك، التي تعبر كولونيال باركواي في ويليامسبورغ، فرجينيا، يُنظر إليها عندما يأخذ جون أغاثا إلى منزل زوجته. أثناء الإنتاج، ظهر سبيلبيرغ بشكل منتظم على كاميرا ويب للفيديو فقط مقرها في شاحنة الخدمات الحرفية، على حد سواء ومع توم كروز؛ التقيا معاً بشكل علني مع رون هوارد وراسل كرو عبر كاميرا ويب مماثلة من «عقل جميل» في نيويورك.
موقع الجزيرة الصغيرة المجهولة في آخر لقطة من الفيلم هو جزيرة باتر قبالة نورث هيفن، مين في خليج بينوبسكوت.
على الرغم من حدوثه في عالم مستقبلي متخيل من التكنولوجيا المتقدمة، يحاول تقرير الأقلية تجسيد تصور أكثر واقعية للمستقبل. قرر سبيلبرغ أنه لكي تكون أكثر مصداقية، يجب أن يحتفظ الإعداد بعناصر الحاضر وتلك التي يتوقعها المتخصصون. وهكذا تحتفظ واشنطن، كما هو موضح في الفيلم، بمباني شهيرة مثل الكابيتول ونصب واشنطن التذكاري، بالإضافة إلى جزء من المباني الحديثة على الجانب الآخر من نهر بوتوماك. تم تعيين مصمم الإنتاج أليكس ماكدويل استناداً إلى عمله في نادي القتال ولوحاته المصورة من فيلم فهرنهايت 451 كان من شأنه أن يقوم ببطولة ميل غيبسون. درس ماكدويل الهندسة المعمارية الحديثة، وتحتوي مجموعاته على العديد من المنحنيات والأشكال الدائرية والمواد العاكسة. قررت مصممة الأزياء ديبورا سكوت جعل الملابس التي ترتديها الشخصيات بسيطة قدر الإمكان، حتى لا تجعل تصوير المستقبل يبدو مؤرخاً.
كان طاقم العمل المذهل هو نفسه المستخدم في فيلم كروز: مهمة مستحيلة 2، وكان مسؤولاً عن مشاهد الحركة المعقدة. وشملت هذه مشهد مطاردة مصنع السيارات، تم تصويره في منشأة حقيقية باستخدام الدعائم مثل روبوت اللحام، والصراع بين آندرتون والضباط، تم تصويره في زقاق تم بناؤه على الكثير من استوديوهات وارنر بروذرز. قام إندستريال لايت آند ماجيك بمعظم المؤثرات الخاصة، في حين أن PDI/Dreamworks كانت مسؤولة عن الروبوتات. قامت شركة Pixel Liberation Front بتصنيع الرسوم المتحركة. تم تصوير الإسقاط المجسم ومرفق السجن من قبل العديد من الكاميرات المتجولة التي أحاطت بالجهات الفاعلة، وتم تصوير المشهد حيث ينزل آندرتون من سيارته ويمتد على طول مركبات قطار مغناطيسي معلق على الدعائم الثابتة، والتي تم استبدالها لاحقاً بمركبات تم إنشاؤها بواسطة الكمبيوتر.

### اختلافات قصة
مثل معظم التعديلات السينمائية لأعمال ديك، تم تغيير العديد من جوانب قصته أثناء انتقالهم إلى الفيلم، مثل إضافة لامار بورغيس والتغيير في الإعداد من مدينة نيويورك إلى واشنطن العاصمة، وبالتيمور، وشمال فرجينيا. تم تغيير شخصية جون إندرتون من رجل مسنٍ غير مكتمل الشكل إلى ضابط رياضي في الأربعينيات من عمره لتناسب رسوماته ومشاهده في الفيلم. يضيف الفيلم قصتين عن العائلات المأساوية. آندرتون، وقصة واحدة من المتصورين الثلاثة. في القصة القصيرة، آندرتون متزوج وليس لديه أطفال، بينما في الفيلم، هو الأب المطلق لابن مختطف، وهو على الأرجح متوفٍ. على الرغم من أن هذا ضمنياً، ولكن غير واضح في الفيلم ما إذا كانت أغاثا مرتبطة بالمتصورين الآخرين، فقد تحطمت عائلتها عندما قتل بورغيس والدتها، آن ليفلي. كان المتصورون معاقين ذهنياً وكانوا أشخاصاً مشوهين في القصة، ولكن في الفيلم، هم ذرية متحولة وراثياً لمدمني المخدرات. تم تغيير جريمة قتل آندرتون في المستقبل وأسباب المؤامرة من جنرال يريد تشويه سمعة وحدة ما قبل الجريمة لاستعادة بعض التمويل العسكري، إلى رجل قتل والدة إحدى المتصورين للحفاظ على وحدة ما قبل الجريمة. القتل اللاحق والمؤامرة تطورت من هذا التغيير. تختلف نهاية الفيلم عن القصة القصيرة. في قصة ديك، يمنع آندرتون إغلاق قسم وحدة ما قبل الجريمة، أما في الفيلم، يقوم آندرتون بإنهاء المنظمة بنجاح. تم تحديث الجوانب الأخرى لتشمل التكنولوجيا الحالية. على سبيل المثال في القصة، يستخدم أندرتون آلة بطاقة لتفسير رؤى المتصورين؛ في الفيلم يستخدم واجهة الواقع الافتراضي.

### مواضيع الفيلم
الموضوع الرئيسي لتقرير الأقلية هو النقاش الفلسفي الكلاسيكي حول الإرادة الحرة مقابل الحتمية. ومن المواضيع الأخرى التي يشملها الفيلم الالتزام غير الطوعي، وطبيعة النظم السياسية والقانونية في مجتمع التكنولوجيا المتقدمة، وحقوق الخصوصية في عالم تهيمن عليه وسائل الإعلام، وطبيعة تصور الذات. يستمر الفيلم أيضًا في اتباع تقليد سبيلبرغ المتمثل في تصوير العائلات المحطمة، والتي قال أن الدافع وراءها هو طلاق والديه عندما كان طفلاً.

## الموسيقى

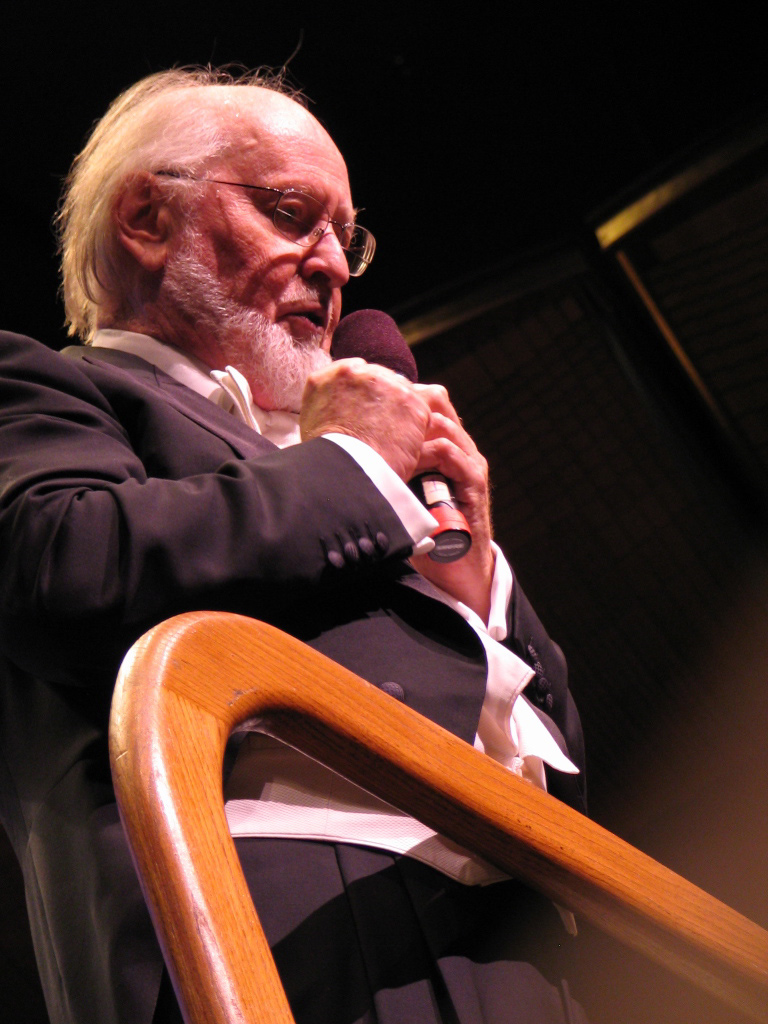
جون ويليامز.

تم تأليف وتوزيع الموسيقى من قبل جون ويليامز وقام بتنظيمها جون نيوفيلد، مع غناء لديبورا ديتريش. يدخل ويليامز عادةً إنتاج سبيلبرغ في مرحلة مبكرة، قبل أن يبدأ تصوير الفيلم. ومع ذلك، بالنسبة لـتقرير الأقلية، تم تأجيل دخوله بسبب عمله على حرب النجوم الجزء الثاني: هجوم المستنسخين، وانضم إلى الفيلم عندما اكتمل تقريباً، مما جعله يضيع وقت الإنتاج. الموسيقى التصويرية تستلهم أعمال برنارد هيرمان. قرر وليامز عدم التركيز على عناصر الخيال العلمي، وجعل الموسيقى درجة مناسبة لفيلم جريمة. قام بتضمين عناصر نوير التقليدية مثل مغنية في مشاهد آن ليفلي، ولكن «المشاهد العاطفية»، التي اعتبرها وليامز غير عادية لهذا النوع، أدت إلى موضوعات مهدئة لزوجة آندرتون السابقة لارا وابنه شون. حسب الناقد الموسيقي أندرو جرانيد، تم وصف مقطع «قصة شون» بأنه المقطع الوحيد «الذي يمكن التعرف عليه على الفور باعتباره واحداً من أعمال وليامز» من قبل. وصفها سبيلبرغ بأنها «علامة بالأبيض والأسود»، وقال: «أعتقد أن جوني ويليامز يقوم بتكريم جيد لبيني هيرمان.»
في مقابلة نُشرت في صحيفة نيويورك تايمز، قال ويليامز أن العديد من المقطوعات الموسيقية الكلاسيكية قد تم إنتاجها في الاستوديو. قال أيضًا أنه على الرغم من أنه لا يعرف سبب اختيار بعض المقاطع، إلا أنه من المحتمل أن تكون السمفونية رقم 8 لـ فرانز شوبرت (المعروفة باسم السمفونية غير المكتملة)، والتي تظهر بشكل بارز في الفيلم، مدرجة نظراً لأن آندرتون كان معجباً كبيراً بالموسيقى الكلاسيكية في السيناريو. بعض الخيارات الأخرى كانت مثل معزوفة جديون في الفيلم "Jesu, Joy of Man's Desiring" لـ يوهان سباستيان باخ. اختار وليامز دقيقة من مجموعة الرباعية لـ هايدن (Op. 64, No. 1) والتي تُلعب على الراديو في مكان الحادث حيث تقوم الدكتورة هينمان بالبستنة في بيتها الزجاجي. قال أنه اختار هذه القطعة منها لأنه «يبدو لي أنه نوع من الأشياء التي ستلعبها امرأة مثل هذه على الراديو.» ووصف جيمس ر. أوستريتش في صحيفة نيويورك تايمز النتيجة بأنها «مثيرة للسخرية» وقال إنها «حديثة تماماً» بينما كان أيضًا «مرتبطة بقصاصات رائعة من الأعمال الفنية»، بما في ذلك «الفالس غير المتوازن» (بالإنجليزية: lopsided waltz)‏ من الحركة الثانية لسيمفونية تشايكوفسكي رقم 6، والمعروفة باسم Pathétique.
| 1.  | "Minority Report"                | 6:29 |
| 2.  | ""Can You See?""                 | 2:12 |
| 3.  | "Pre-Crime to the Rescue"        | 5:48 |
| 4.  | "Sean and Lara"                  | 4:46 |
| 5.  | "Spyders"                        | 4:33 |
| 6.  | "The Greenhouse Effect"          | 5:09 |
| 7.  | "Eye-Dentiscan"                  | 4:48 |
| 8.  | "Everybody Runs"                 | 3:10 |
| 9.  | "Sean's Theme"                   | 1:57 |
| 10. | "Anderton's Great Escape"        | 6:47 |
| 11. | "Dr. Eddie and Miss Van Eych"    | 3:08 |
| 12. | "Visions of Anne Lively"         | 3:27 |
| 13. | "Leo Crow ... The Confrontation" | 5:55 |
| 14. | ""Sean" by Agatha"               | 4:59 |
| 15. | "Psychic Truth and Finale"       | 7:10 |
| 16. | "A New Beginning"                | 3:29 |

## نهاية الفيلم
العنصر الأكثر انتقاداً في الفيلم هو نهايته. يحتوي الفيلم على «نهاية سعيدة» تقليدية تتناقض مع نبرة صورة الفيلم. وقد أدى هذا إلى تكهنات بأن هذه النهاية هي نتاج خيال جون، والناجمة عن الهلوسة من غيبوبة قسرية بعد سجنه. كما قال أحد المراقبين، «إن استنتاج تقرير الأقلية يذهلني كمزاح لعبه سبيلبرغ على منتقديه - وهو عمل من المقياس تماماً.»
نظّر أحد الناقدين، «... بدلاً من نهاية فيلم الديستوبيا والخيال العلمي البرازيل (1985)، حاول سبيلبرغ أن يمرر نفس النهاية تماماً، فقط لمعرفة ما إذا كان الجمهور مهتم وذلك مع المشهد الذي يعادلها في الفيلم». أشار علماء السينما نايجل موريس وجيسون فست إلى خط سير في الفيلم كان كدليل محتمل على النهاية. بعد القبض على آندرتون، يخبره جدوين «أنه بالواقع نوع من الاندفاع. قالوا أن لديك رؤى، وأن حياتك تأتي على ومضات أمام عينيك، وأن كل أحلامك تتحقق». بينما اعتبر فست الحلم السعيد ينهي الاحتمال. يتساءل لماذا لم يتخيل أندرتون أن ابنه عاد.
أعرب بوكلاند عن خيبة أمله في النهاية، لكنه ألقى باللوم على فرانك. شعر أنه بالنظر إلى موضوع الماء، ويربط بشكل وثيق بين موضوع الوالدين والطفل المأساوي، كان يجب على آندرتون أن ينهي الفيلم بأخذ أغاثا في رعايته إذا أراد سبيلبرغ نهاية سعيدة. خاصة وأن «آندرتون اختطف أغاثا من المسبح المسبق تماماً كما تم اختطاف ابنه من أحد حمامات السباحة» ولأن آندرتون يمكن أن يكون «الوالد البديل لأغاثا، وأغاثا ... طفلاً بديلاً لآندرتون.» ومع ذلك، ضاعت الفرصة، عندما يتم إرسال المتصورين إلى الجزيرة النائية، ويجتمع آندرتون مع زوجته؛ يجد بوكلاند أن النهاية كانت أكثر «قهرية» من المسار الذي يشعر أنه لاحظه.

## الأسلوب

تقرير الأقلية أسلوب مرئي فريد: لقد تم تضييقه، وتم تخطي السلبيات في مرحلة ما بعد الإنتاج لإزالة تشبع الألوان في الفيلم.

تقرير الأقلية هو فيلم مستقبلي يصور عناصر من الديستوبيا واليوتوبيا في المستقبل. يعرض الفيلم عرضاً أكثر تفصيلاً لعالمه المستقبلي عن الكتاب، ويحتوي على تقنيات جديدة غير موجودة في قصة ديك. من وجهة نظر أسلوبية، يشبه تقرير الأقلية فيلم سبيلبرغ السابق إي آي، ولكنه يشتمل أيضًا على عناصر أكثر من افلام نوير. قال سبيلبرغ إنه «أراد أن يعطي الفيلم شعور أفلام نوير. لذلك رميت نفسي في مهرجان سينمائي. غابة الأسفلت. كي لارغو. الصقر المالطي.» كانت الصورة مضاءة بشكل كبير، وتم تجاوز الصورة السلبية أثناء التبييض في مرحلة ما بعد الإنتاج. المشهد الذي يحلم فيه آندرتون بخطف ابنه في حمام السباحة هي اللقطة الوحيدة بالألوان «الطبيعية». أعطى التبييض الفيلم نظرة مميزة، فإنه غيّر ألوان الفيلم، لدرجة جعله يشبه أفلام أبيض وأسود تقريباً، ومع ذلك فإن اللون الأسود والظلال له تباين كبير مثل صورة أفلام نوير. تم تقليل اللون بنسبة «حوالي 40%» لتحقيق مظهر «باهت، شاحب».
قام المصور السينمائي يانوش كامينسكي بتصوير الفيلم بسرعة عالية بتنسيق سوبر 35، والتي فضلها سبيلبرغ على تنسيق الفيديو الرقمي الناشئ آنذاك. كان عمل الكاميرا في الفيلم متنقل للغاية، بالتناوب بين اللقطات المحمولة باليد والمثبتة بأجهزة، والتي «يتم المبالغة فيها من خلال استخدام العدسات ذات الزاوية الواسعة وزاوية الكاميرا المنخفضة من حين لآخر» لزيادة تصور الحركة وفقاً للباحث السينمائي وارن بوكلاند. قال كاميسكي إنه لم يستخدم أبداً عدسة أطول من 27 مم، وتناوب ما بين العدسات 17 و21 و27 ملم، حيث كان سبيلبرغ يحب «إبقاء الممثلين على مقربة من الكاميرا قدر الإمكان». وقال أيضًا: «لقد نظمنا الكثير من المشاهد في لقطات عريضة تحتوي على الكثير من الأشياء تحدث مع الإطار.» كما قام كاميسكي وسبيلبيرغ بالتركيز لعدة فترات طويلة على عواطف الممثلين، بدلاً من توظيف العديد من المقطوعات. تجنب سبيلبرغ تقنية «التصوير العكسي» النموذجي المستخدم عند تصوير تفاعلات الشخصيات لصالح المقاطع الطويلة، والتي تم تصويرها بواسطة كاميرا متحركة. اعتمد ماكدويل على أشياء عديمة اللون من الكروم والزجاج ذات أشكال منحنية ودائرية في تصميماته المحددة والتي بمساعدة من «الإضاءة المنخفضة التباينية»، ملأت الفيلم بالظلال وخلقت «جو نوير فيلم مستقبلي».
يصف بوكلاند تسلسل الفيلم الذي استمر لمدة 14 دقيقة بأنه «الأكثر تجريداً وتعقيداً في أي فيلم من أفلام سبيلبرغ». المشهد الأول هو رؤية مسبقة مشوهة عن جريمة قتل، تم عرضها خارج السياق. يتم تسريع وتيرة الفيلم، وإبطائها، والفيلم «يقفز في الزمان والمكان» من خلال تقاطع الصور في ترتيب واضح. عندما ينتهي الأمر، يصبح من الواضح أن المشهد تم عرضه من خلال عيون أغاثا، وبهذه الطريقة تظهر الظواهر لها. وصف زميله الباحث نايجل موريس هذا المشهد بأنه «مقطورة»، لأنه ينبئ بالمؤامرة ويحدد نوع «النغمة والتوقعات العامة والألغاز» التي سيتم استخدامهم في الفيلم. يتم تقديم الرؤى من قبل المتنبئين في سلسلة مجزأة من المقاطع باستخدام جهاز «عدسة اسفنجي»، والذي يشوه الصور، ويطمس حوافها ويخلق تموجات عبرها. تم إنشاؤها من قبل فريق الإنتاج المكون من شخصين، الذي عينه سبيلبرغ، والذي اختار «الصور الطبقية الشبيهة بالاحلام» استنادًا إلى بعض التعليقات من علماء النفس الإدراكي. في المشهد التالي للافتتاح، يقوم «آندرتون» «بمسح الصور»، من خلال الوقوف مثل الملحن (كما يصفها سبيلبرغ)، والتلاعب بها، بينما يساعده جاد. بعد ذلك، تظهر الأسرة المتورطة في جريمة القتل في رؤية أغاثا وهي تتفاعل، مما يثبت أن المشهد الافتتاحي كان من قبيل الوقوع. ثم يتم تقليص الصورة إلى آندرتون. الافتتاح قائم بذاته، ووفقًا لما قاله بوكلاند، فإنه مجرد إعداد للعديد من عناصر القصة. يدوم 14 دقيقة، ويشمل 171 طلقة، ويبلغ متوسط طول التصوير خمس ثوانٍ مقابل المتوسط 6.5 ثانية للفيلم بأكمله. يتم الوصول إلى متوسط الثواني الخمس في الافتتاحية على الرغم من «القطع السريع جدًا» في البداية والنهاية، لأن المشاهد الوسطى تستغرق وقتاً أطول، والتي تصل إلى 20 ثانية في بعض الحالات. يواصل سبيلبرغ أيضًا تقاليده «الإضاءة الخلفية شديدة الانتشار» لكثير من اللقطات الداخلية.

## الإصدار
يحتفظ سبيلبرغ عادة بمؤامرات أفلامه تحت حراسة مشددة قبل إصدارها، ولم يكن تقرير الأقلية مختلفاً. قال إنه اضطر إلى إزالة بعض المشاهد والكلمات للحصول على تصنيف PG-13 للفيلم. بعد نتائج شباك التذاكر المحبطة التي حققها فيلم إي آي لسبيلبيرغ، تم تقليل الحملة التسويقية لفيلم تقرير الأقلية لكن تم نجاح الفيلم وبيعت تذاكر الفيلم كفيلم إثارة كروز.
وصف توم روثمان إستراتيجية تسويق الفيلم على هذا النحو: «كيف يمكننا تسويق الفيلم؟ إنه كروز وسبيلبرغ. ما الذي يتعين علينا القيام به؟» الاستراتيجية منطقية، أنتج سبيلبرغ 20 فيلماً بلغ إجمالي قيمتهم المحلية 2.8 مليار دولار، في حين تضمن كروز 23 فيلماً و2 مليار دولار من العائدات المحلية. مع اقتراب 30% من شباك التذاكر للفيلم، توقعت مصادر مثل بلومبيرغ بيزنس ويك أن الاستوديوهات ستواجه صعوبة في كسب المال اللازم للكسر. على الرغم من التفاؤل الخارجي، نظراً لأن الاستوديو كان أكثر توجهاً للبالغين وأكثر قتامة من أفلام التلفاز التقليدية، إلا أن الاستوديو كان لديه توقعات مختلفة في شباك التذاكر للفيلم مقارنةً بفيلم أكثر ملاءمة للعائلة. توقعت مجلة إنترتايمنت ويك أن يبلغ إجمالي الفيلم 40 مليون دولار محلي في عطلة نهاية الأسبوع الافتتاحية، وتوقعت فارايتي أن القصة مفهوم عالي ولن تروق للأطفال وستصبح «ضربة خارج القاعدة التجارية.»

### العرض
أقيم العرض العالمي الأول لتقرير الأقلية في مدينة نيويورك في 19 يونيو 2002. بثت «كاميرا الفشار» (بالإنجليزية: Popcorn Camera)‏ على الإنترنت بث مباشر من داخل العرض الأول. حضر كروز العرض الأول في لندن في الأسبوع التالي، واختلط مع الآلاف من المعجبين وهو يمشي في ساحة ليستر في المدينة. جمع الفيلم في العرض الأول في شباك التذاكر في الولايات المتحدة 35,677 مليون دولار في مطلع الأسبوع. اعتبرت فوربس تلك الأرقام أقل من التوقعات، لأنها أعطت الفيلم ميزة صغيرة على ليلو وستيتش، والذي ظهر لأول مرة في المركز الثاني (35.260 مليون دولار). باع ليلو وستيتش المزيد من التذاكر، ولكن نظرًا لأن معظم الحاضرين في الفيلم كانوا من الأطفال، كان متوسط سعر التذكرة أقل بكثير. افتتح الفيلم في الجزء العلوي من شباك التذاكر في العديد من الأسواق الخارجية. حقق 6.7 مليون دولار في 780 موقعاً في ألمانيا في عطلة نهاية الأسبوع، وشكل 35% من إجمالي شباك التذاكر في نهاية الأسبوع في فرنسا عندما جمع 5 ملايين دولار في 700 مسرح. حقق الفيلم في بريطانيا العظمى 36.9 مليون دولار في الأيام الثلاثة الأولى له، وكان في من ضمن العشرة الأوائل إذ حقق 6.2 مليون دولار، وفي بلجيكا 815,000 دولار في عطلة نهاية الأسبوع في 75 موقعاً، وفي سويسرا 405,000 دولار في 80 أسبوعاً من افتتاح المسرح. شعرت بي بي سي أن أداء الفيلم في المملكة المتحدة كان «مدعوماً بفضل وجود توم كروز في العرض الأول في لندن.» حقق تقرير الأقلية ما مجموعه 132 مليون دولار في الولايات المتحدة و226.3 مليون دولار في الخارج.

### وسائل الإعلام
أنفقت DreamWorks عدة ملايين من الدولارات في تسويق إصدارات الفيلم DVD وVHS. تضمنت الحملة لعبة فيديو مرتبطة بها أصدرتها أكتيفجن، والتي تضمنت مقطعاً دعائياً لدي في دي الفيلم. كان تقرير الأقلية ناجحاً في سوق الفيديو الداخلي، حيث باع ما لا يقل عن أربعة ملايين قرص فيديو رقمي في الأشهر القليلة الأولى من إطلاقه. استغرق الدي في دي عامين لإنتاجه. لأول مرة، سمح سبيلبرغ للمخرجين بتصوير مجموعة لقطات من فيلمه. قام لوران بوزيرو، الحائز على جائزة أفضل منتج دي في دي، والذي أصبح معاوناً مكرراً لـ سبيلبرغ في الدي في دي، بالتصوير لمدة مئات الساعات من إنتاج الفيلم بتنسيق فيديو جديد عالي الدقة في ذلك الوقت. احتوى الدي في دي على أكثر من ساعة عرضت فيها الميزات التي ناقشت جوانب مختلفة من إنتاج الأفلام، وتضمنت تفاصيل تسلسل حيلة الفيلم، ومقابلات جديدة مع سبيلبرغ، وكروز، وغيرهم من «صانعي الفيلم الحائزين على جائزة الأوسكار». تم إصدار الفيلم على قرص Blu-ray من قِبل باراماونت بيكتشرز. وقد تضمن إضافات حصرية وميزات تفاعلية، مثل مقابلة سبيلبرغ الجديدة والتي لم يتم تضمينها في طبعة دي في دي السابقة. تم نقل الفيلم من "HD master" الذي احتفظ بالمظهر المحبب المميز للفيلم.

### لعبة فيديو
تم تطوير لعبة فيديو مستندة إلى الفيلم بعنوان مينوريتي ريبورت: إيفري بادي رانز، ونشرتها أكتيفجن وتم إصدارها في 18 نوفمبر 2002 لـ غيم بوي أدفانس ونينتندو غيم كيوب وبلاي ستيشن 2 وإكس بوكس. وقد تلقت مراجعات مختلفة.

## الاستقبال
تلقى الفيلم على مجمّع المراجعة روتن توميتوز 90% من التعليقات الإيجابية بناءً على 251 من النقاد ومتوسط تقييم 8.14 من 10. الإجماع النقدي للموقع هو: «محفز للتفكير، ستيفن سبيلبرغ يجمع بنجاح بين الأفكار ذات المفاهيم العالية والحركة السريعة في فيلم الخيال العلمي السريع والحماسي». وقد أدرجه الموقع ضمن أفضل الأفلام التي تمت مراجعتها عام 2002. حصل الفيلم أيضًا على 80 من أصل 100 صوت تقريباً على تقييم مماثل من موقع ميتاكريتيك بناءً على 37 مراجعة. أعطى معظم النقاد معالجة الفيلم لموضوعه المركزي (الإرادة الحرة مقابل الحتمية) مراجعات إيجابية، وصنفه الكثيرون على أنه القوة الرئيسية للفيلم. شعر المراجعون الآخرون أن سبيلبرغ لم يعالج بشكل كاف القضايا التي أثارها. ألهم الفيلم الكثير من المناقشات والتحليلات، والتي تمت مقارنة نطاقها بالتحليل المستمر لـ بليد رانر. تقدمت هذه المناقشة إلى ما بعد عالم النقد السينمائي القياسي. وضع الفيلسوف السلوفيني سلافوي جيجك انتقاداً لعقيدة تشيني من خلال مقارنة منهجية الضربة الاستباقية بمنهجية نظام ما قبل الجريمة للفيلم.
قال ريتشارد كورليس في تايم إنه «الفيلم الترفيهي الأكثر حدة، وقوة، وأكثر صخباً منذ سارقو التابوت الضائع». شعر مايك كلارك من يو إس إيه توداي أنه نجح بسبب «الوتيرة التي لا تجعلك تتنفس لمدة 140 دقيقة مع نص بلا حشو مليء بجميع أنواع المفاجآت». أشادت ليزا شوارزباوم من إنترتينمنت ويكلي بصور الفيلم، وأثنى تود مكارثي من فارايتي على أداء الممثلين. أوصى باحث الفيلم وارن باكلاند بالفيلم، لكنه شعر أن العناصر الكوميدية - بصرف النظر عن دور بيتر ستورمار - قد انحرفت عن المؤامرة وقوضت مصداقية الفيلم.
استخدم العديد من النقاد مراجعاتهم لمناقشة سبيلبرغ وتحليل ما يدل عليه الفيلم في تطوره كمخرج. عبّر أندرو أوهير من مجلة صالون عبر الإنترنت عن حماسه تجاه الحافة القاسية للفيلم. «لقد نشأ ستيفن سبيلبرغ الصغير الآن... في كل شيء فنان سينمائي متفوق... من السابق لأوانه معرفة ما إذا كان تقرير الأقلية، في أعقاب فيلم أي آي، يمثل تحولاً موجزاً في مسيرة سبيلبرغ أو تغيير دائم، لكن في كلتا الحالتين إنه فيلم مظلم ومبهر.» قال جاي هوبرمان من ذا فيليج فويس إنه «من أكثر أنواع الأفلام ترفيهاً وأقلها غرابة التي قدمها ستيفن سبيلبرغ في العقد منذ الحديقة الجوراسية». قال راندي شولمان من ميترو ويكلي أن «الفيلم يمثل قفزة كبيرة للأمام للمخرج، الذي ينتقل إلى الأبد في عالم صناعة أفلام الكبار». وصف روجر إيبرت الفيلم بأنه «تحفة» وقال أنه عندما كان معظم مديري تلك الفترة يضعون «ثقتهم في التكنولوجيا»، كان سبيلبرغ قد أتقنها بالفعل، وكان يركز على «القصة والشخصية» بينما يستخدم التكنولوجيا فقط «كعامل يستخدم أدواته». ردد ديفيد إيدلشتاين من سلايت المشاعر الإيجابية، قائلاً «لقد مر وقت طويل منذ أن شعر فيلم سبيلبرغ بالذكاء الشديد، بلا قيود، خالٍ من أكل لحوم البشر». ثم جوناثان روزنباوم من شيكاغو ريدر، كان أقل مقتنع. على الرغم من أنه وافق على الفيلم، إلا أنه سخر منه في مراجعته على أنه فيلم حركة سطحي، محذراً الجمهور من الاستمتاع بالفيلم، ولكن لا «يتم التفكير في أن نوعاً ما من البيان الجاد والمدروس يتم تقديمه جنباً إلى جنب مع ركوب السفينة الدوارة».
أعطى أندرو ساريس من نيويورك اوبسيرفر للفيلم مراجعة سلبية وصف فيها أن السيناريو مليء بثقوب المؤامرة، ووصف تطارد السيارات على أنها سخيفة، وانتقد مزيج البيئات المستقبلية مع «الأزياء الرجعية بشكل متحد». كان تعقيد القصة أيضًا مصدراً لانتقاد كينيث توران من صحيفة لوس أنجلوس تايمز، الذي اعتبر المؤامرة «معقدة للغاية ويصعب متابعتها». استخف كل من روزنباوم وهوبيرمان بتقرير الأقلية واعطوه اسم «الرنجة الحمراء». وقد تلقى مراجعات أكثر إيجابية بنفس الطريقة، لكنها أشارت إليه على أنه «ماكجوفين» (بالإنجليزية: MacGuffin)‏.

### الجوائز والأوسمة
حصل الفيلم على ترشيحات لجوائز عديدة، بما في ذلك أفضل مونتاج صوتي في حفل توزيع جوائز الأوسكار، وأفضل مؤثرات بصرية في البافتا. تم ترشيحه للحصول على أحد عشر لجائزة زحل بما في ذلك جائزة أفضل ممثل لتوم كروز، وأفضل ممثل مساعد لفون سيدو وأفضل موسيقى لوليامز، وفاز بأربع جوائز: أفضل فيلم خيال علمي، وأفضل إخراج لـ سبيلبرغ، وأفضل كتابة لفرانك وكوهين، وأفضل ممثلة مساعدة لمورتون. تم ترشيحه لجائزتي جمعية المؤثرات البصرية في فئتي «أفضل تأثير فني في صورة متحركة» و«أفضل تركيب في صورة متحركة». كما فاز بجائزة برودكاست ميوزيك، وجائزة جمعية النقاد الفيلم على الإنترنت لأفضل ممثلة مساعدة، وجوائز إمباير لأفضل ممثل عن كروز، وأفضل مخرج لـ سبيلبرغ وأفضل ممثلة بريطانية لمورتون. أدرج إيبرت تقرير الأقلية كأفضل فيلم لعام 2002، كما فعل المراجع السينمائي عبر الإنترنت جيمس براردينيلي. تم تضمين الفيلم أيضًا في القوائم العشرة الأولى للناقد ريتشارد روبر، والمراجعين في يو إس إيه توداي.
في عام 2008، رشح معهد الفيلم الأمريكي هذا الفيلم لقائمة أفضل 10 أفلام خيال علمي.

## المسلسل التلفزيوني
في 9 سبتمبر 2014، تم الإعلان عن المسلسل التلفزيوني التابع لشبكة فوكس التلفزيونية. كتب ماكس بورينشتاين النص وعمل كمنتج تنفيذي إلى جانب سبيلبرغ وجوستين فالفي وداريل فرانك. تم تصور المسلسل ليتم تعيينه بعد 10 سنوات من الفيلم، ويركز على رجل من المتنبئين يتحد مع محققة أنثى لإيجاد الهدف. في 13 فبراير 2015، انضم دانييل لندن ولي جون لي إلى فريق التمثيل. في 24 فبراير 2015، تم تصوير لورا ريجان باسم أجاثا ليفلي، لتحل محل سامانثا مورتن، التي قيل أنه عُرِض عليها تكرار الدور. في مارس 2015، نال كل من ستارك ساندز وميجان جود الأدوار الرئيسية وساندز لعب دور داش، أحد الرجال المذكورين، ولعبت لارا فيغا دور المحققة التي يطاردها ماضيها، والتي تعمل مع داش لمساعدته في العثور على الهدف، يلعب لي جون لي دور أكيلا، وهو فني سي اس آي، دانيال لندن كرر دوره في الفيلم الأصلي وتم اختيار يلمر فالديراما كمحقق شرطة. اختارت شركة فوكس المسلسل في 9 مايو 2015، وظهر لأول مرة في 21 سبتمبر 2015، ولكن تم إلغاؤه في 13 مايو 2016.